# Best of – live (Prljavo kazalište)
Best of – live šesti je kompilacijski album uživo uživo grupe Prljavo kazalište, objavljen 12. siječnja 2009. godine u izdanju Dallas Recordsa. Album sadrži audio zapise (na CD-u) s koncerta u Zagrebu koji je održan 22. prosinca 2003. godine u sklopu humanitarne akcije Za 1000 radosti, kao i video zapis (na DVD-u) koncerta održanog u Splitu 13. lipnja 2006. godine tijekom Svjetskog nogometnog prvenstva. Neki od najpoznatijih hitova na albumu su "Mojoj majci", "Marina", "Moj dom je Hrvatska", "Sve je lako kad si mlad" i drugi.

## Popis pjesama
CD (koncert u Zagrebu)
1. "Radio Dubrava"
2. "Skočit ću"
3. "Pisma ljubavna"
4. "Sve je lako kad si mlad"
5. "Kao ja kad poludiš"
6. "Kiše jesenje"
7. "Dani ponosa i slave"
8. "A ti idi" ("Medley")
9. "Heroj ulice"
10. "Sanja"
11. "Mojoj majci"
12. "Šta sad ljubav ima s tim" ("Ne zovi mama doktora")
13. "Previše suza u mom pivu"
14. "Marina"
15. "Radujte se narodi"

DVD (koncert u Splitu)
1. "Moj dom je Hrvatska"
2. "Sava mirno teče"
3. "Pisma ljubavna"
4. "Sve je lako kad si mlad"
5. "Kao ja kad poludiš"
6. "Kiše jesenje"
7. "Heroj ulice"
8. "Radio Dubrava"
9. "Sretno dijete"
10. "Subotom uvečer"
11. "Lupi petama"
12. "Mojoj majci"
13. "Što sad ljubav ima s tim"
14. "Previše suza u mom pivu"
15. "Mi plešemo"

## Vanjske poveznice
- Soundguardian[neaktivna poveznica] – Recenzija albuma